# Kaisertrutz

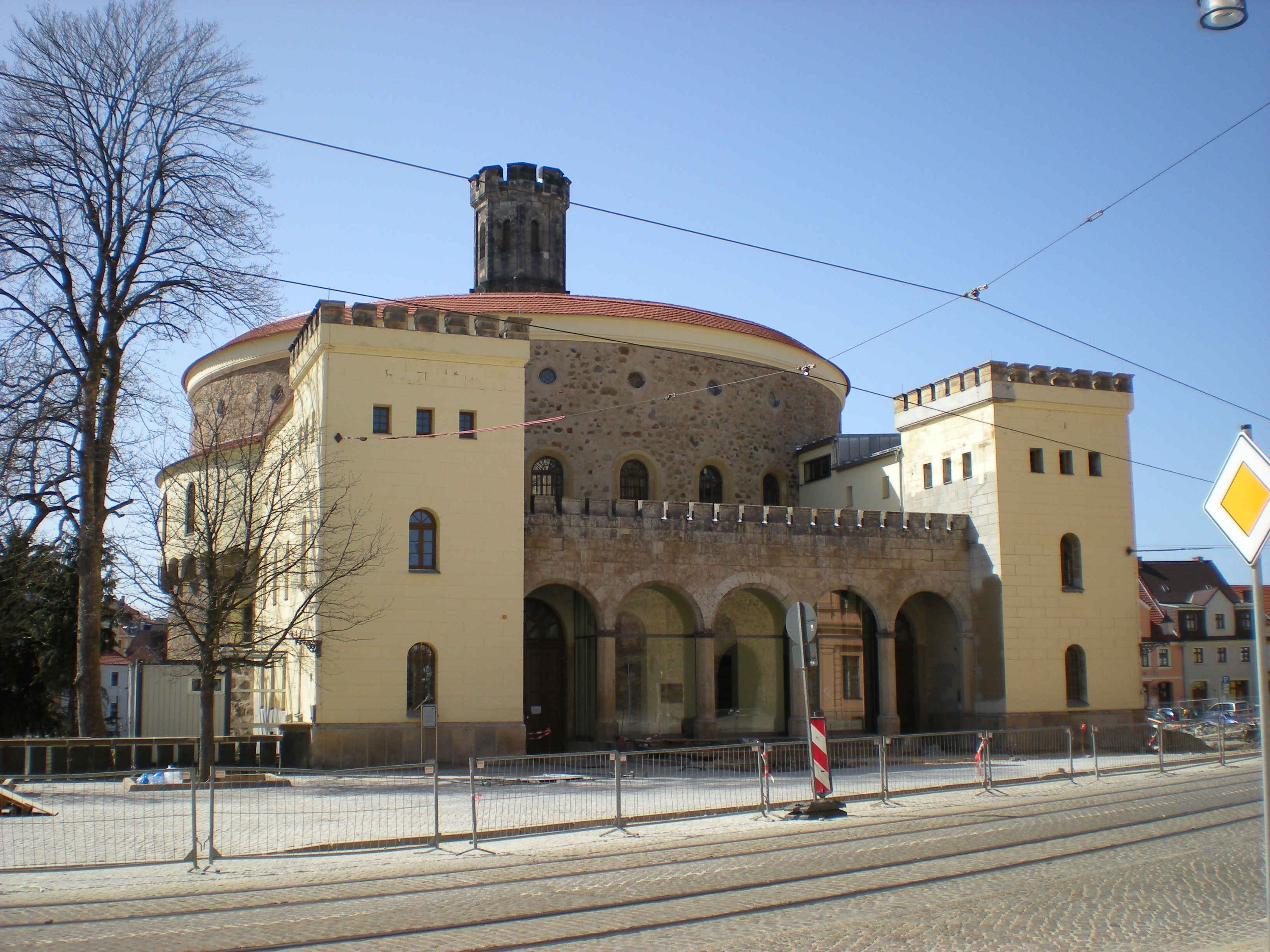
Kaisertrutz

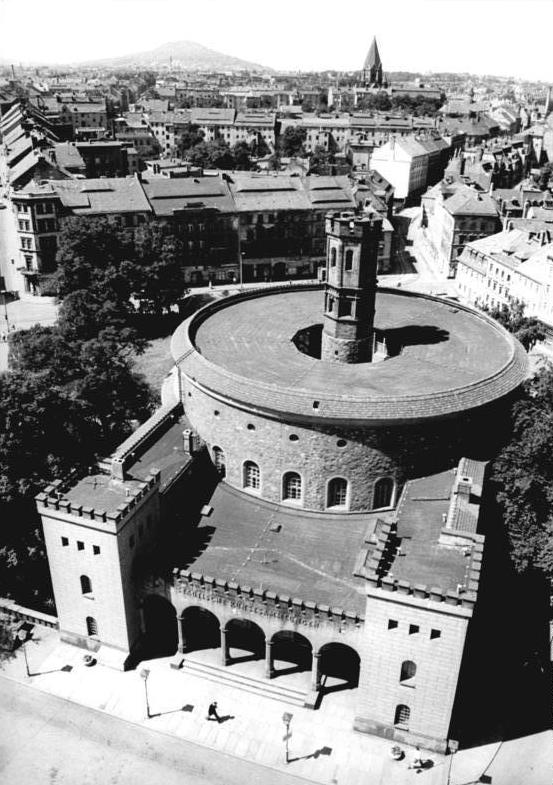
Kaisertrutz 1983

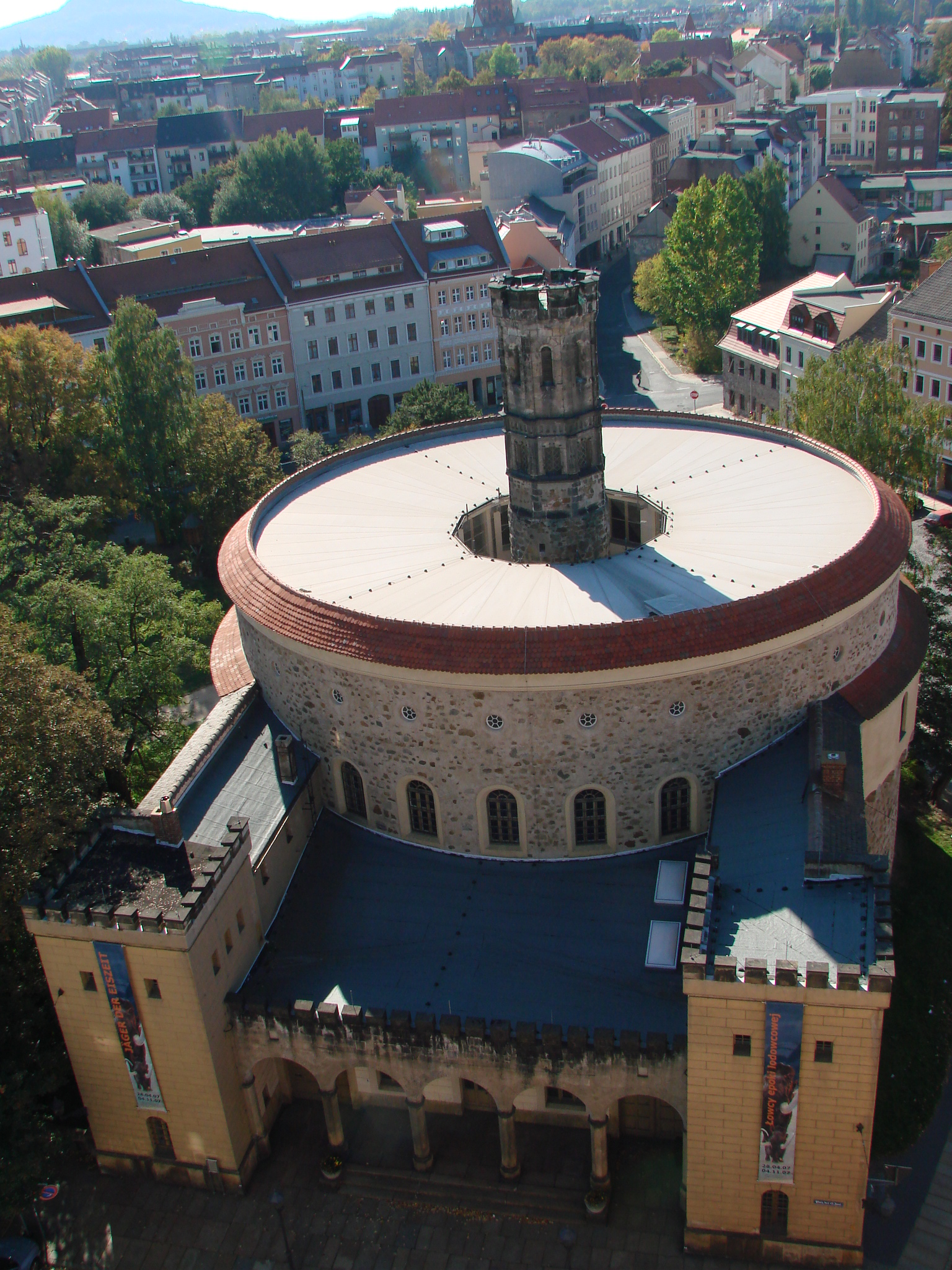
Kaisertrutz, Sicht vom Reichenbacher Turm

Der Kaisertrutz ist eine der einstmals 32 Basteien, von denen heute noch vier erhalten sind, welche die Stadt Görlitz zur Verteidigung besaß.

## Geschichte
Im Bereich älterer vorstädtischer Holzgebäude (Scheunen) wurde 1427 eine „sehr starke Befestigungsanlage“ als Teil des Budissiner (Bautzener) bzw. Reichenbacher Tores errichtet. 1490 wurde das „große Reichenbacher Rondell“, das später den Namen Kaisertrutz erhielt, als vorgelagerte Bastion der doppelzügigen Stadtmauer zur Sicherung der von Westen durch die Stadt verlaufenden Handelsstraße Via Regia gebaut.
Im Dreißigjährigen Krieg bekam 1641 der Kaisertrutz seinen Namen. Die Stadt wurde von den Schweden besetzt und trotzte den kaiserlichen und sächsischen Truppen vor der Stadt während einer mehrwöchigen Belagerung. 1848 wurde der Kaisertrutz nach Abbruch der Verbindungsmauern zum Reichenbacher Turm und zur Stadtmauer als Hauptwache der preußischen Garnison umgebaut. Sowohl den Stadtgraben um den Trutz als auch sein Untergeschoss verfüllte man. Die neue Wache erhielt einen Arkadenvorbau und zwei flankierende Türmchen. Nach umfangreichen Umbauarbeiten wurden 1932 die Abteilungen Stadtgeschichte und Ur- und Frühgeschichte der Oberlausitz des damaligen Kaiser-Friedrich-Museums im Kaisertrutz eröffnet.
1948 erfolgte die Wiedereröffnung des Kaisertrutzes. Die archäologische Ausstellung des städtischen Museums wurde zugunsten der neuen Gemäldegalerie in das Barockhaus Neißstraße 30 verlegt. Von 1998 bis 1999 erfolgte die Beräumung des verfüllten Untergeschosses, wobei unter den Fundamenten ein mittelalterlicher Holzbrunnen des 13. Jahrhunderts zu Tage kam.

## Sonderausstellungen (Auswahl)
- 2011: Im Jahr 2011 war der Kaisertrutz Veranstaltungsort der 3. Sächsischen Landesausstellung unter dem Motto Via Regia – 800 Jahre Bewegung und Begegnung.[1]
- 2022: Weltenwanderer. Zeitgenössische Kunst aus der Schenkung Sammlung Hoffmann, Kunsthistoriker und Kurator: Kai Wenzel[2]
- 2023: Über Druck: Zeitgenössische Druckgrafik aus Sachsen und der Lausitz, Kuratorenteam: Silke Wagler und Kai Wenzel[3]
- 2024: Die Suchenden. Die Kunst des Jakob-Böhme-Bundes, Kurator Kai Wenzel in Zusammenarbeit mit Klaus Weingarten, dem Wiederbegründer des Jakob-Böhme-Bundes.[4]

## Galerie der Moderne
Mitte Januar 2015 wurde in der dritten Etage des Kaisertrutzes die „Galerie der Moderne“ eröffnet. Sie präsentiert rund 200, überwiegend aus dem städtischen Museumsbestand stammende Werke des 19. und 20. Jahrhunderts: Gemälde, Grafiken sowie Skulpturen, Keramik und Glas. Den Großteil der Arbeiten schufen in Görlitz ansässig gewesene oder auf andere Weise mit der Stadt verbundene Künstler.